# Bialskie Pole
Bialskie Pole (niem. Adlig Neufelde) – wieś mazurska w Polsce położona w województwie warmińsko-mazurskim, w powiecie oleckim, w gminie Kowale Oleckie.
W latach 1975–1998 miejscowość administracyjnie należała do województwa suwalskiego.